# How the Story Grew
How the Story Grew è un cortometraggio muto del 1911 prodotto dalla Lubin Manufacturing Company. Il nome del regista non viene riportato nei credit del film.

## Produzione
Il film fu prodotto dalla Lubin Manufacturing Company.

## Distribuzione
Distribuito dalla General Film Company, il film - un cortometraggio di 180 metri - uscì nelle sale statunitensi il 26 giugno 1911. Il film è stato distribuito utilizzano il sistema dello split reel assieme alla commedia The Sleepy Tramps, anch'essa prodotta dalla Lubin.